# Iglesia de Santa María de Piedraescrita
La iglesia de Santa María de Piedraescrita es un templo católico de la localidad española de Piedraescrita, situada en los Montes de Toledo y perteneciente al municipio de Robledo del Mazo, en la provincia de Toledo.
La primera documentación del templo que se conserva está fechada en 30 de mayo de 1188. La iglesia de Santa María de Piedraescrita fue declarada bien de interés cultural, con la categoría de Monumento.
En su interior destaca la cripta, utilizada por última vez en 1918. Alberga, entre otras piezas, el “ osario de los muertos pobres”. En su ataúd interior se encuentra la momia de una joven rubia de 17 años con la melena trenzada. Por otro lado existe el ataúd colectivo, denominado Andas de los Muertos.
Tiene la peculiaridad de que el tejado crea una división real de las aguas, que vierten a la cuenca hidrográfica del Tajo, si caen en su lado norte, y a la cuenca hidrográfica del Guadiana, en su lado sur.